# Розенберг, Георгий Владимирович
Георгий Владимирович Розенберг (29 апреля 1914, Смоленск — 9 декабря 1982, Москва) — советский физик, специалист в области оптики.
В 1938 г. окончил физический факультет МГУ. Участник Великой Отечественной войны. C 1956 по 1982 гг. работал в Институте физики атмосферы АН СССР. Доктор физико-математических наук, автор ряда статей по оптике, автор 13 изобретений.